# Джурабаев, Анвар
Анвар Джурабаев (узб. Anvar Joraboev, Анвар Жўрабоев; 22 мая 1948, Булунгур, Узбекская ССР, СССР — 16 сентября 2010, Ташкент, Узбекистан) — узбекский журналист, историк и политик. Он принимал участие в создании конституции независимого Узбекистана, один из основателей узбекской политической партии Адолат и первый руководитель этой партии, а также был главным редактором многочисленных газет.
Автор книг: «Огни зелёного вагончика» и «Пригласительный билет».

## Биография
Анвар Джурабаев родился 22 мая 1948 года в Булунгурском районе Самаркандской области Узбекской ССР. С детства он интересовался журналистикой. В 1971 году он окончил филологический факультет Московского государственного педагогического университета по направлению гуманитарные науки. В 1973 году женился на однокурснице Умиде Турсуновой. У супругов трое детей.

## Карьера в журналистике
В 1971 году Джурабаев начал трудовую деятельность в должности редактора газеты «Зарафшон» в Самарканде, затем перешел на должность корреспондента, а позже стал начальником информационного отдела газеты. С 1974 по 1975 год Джурабаев был корреспондентом областной газеты «На страже родины» в Ленинградской области (ныне Санкт-Петербург). С 1975 по 1981 год Джурабаев работал в газете «Джизак хакикати» в городе Джизак. С 1981 по 1990 год работал исполнительным секретарем журнала «Совет узбекистан санати» (ныне Гулистон) в Ташкенте. После распада Советского Союза в 1991 году Джурабаев стал помощником главного редактора национальной газеты «Халк сузи» в Ташкенте. С 1992 по 1997 год Джурабаев был главным редактором газет «Халк сузи» и «Народное слово». С 1998 по 2008 год был главным редактором международной газеты «Культура Центральной Азии» в Ташкенте. Газета издавалась на казахском, таджикском, киргизском, узбекском, туркменском и русских языках в пяти республиках Центральной Азии.

## Карьера в политике
С 1991 по 1992 год Джурабаев был консультантом аппарата Верховного Совета Узбекистана (Парламент). В 1992 году Анвар Джурабаев стал членом комиссии, работавшей над новой Конституцией Республики Узбекистан. Он был одним из основателей социал-демократической партии Узбекистана «Адолат» (Справедливость), а также с февраля 1995 года по ноябрь 1996 года руководил партией. В 1995 году Джурабаев был избран депутатом Олий Мажлиса (парламента Узбекистана) от Булунгурского района Самаркандской области и занимал эту должность до 2000 года. В 2000 году Джурабаев окончил политическую карьеру, чтобы сосредоточиться на недавно созданной газете «Культура Центральная Азия».